# هایمز پارک
longitudeهایمز پارکlatitudeهایمز پارک
هایمز پارک (به انگلیسی: Highams Park) یک  ناحیه در لندن است که در منطقه والتام فورست لندن واقع شده‌است.

## خصوصیات
هایمز پارک ۱۱٬۳۵۵ نفر جمعیت دارد.